# Hauptstrasse 183
Die Hauptstrasse 183 (französisch Route principale 183) ist eine Hauptstrasse in den Schweizer Kantonen Freiburg und Bern. Sie verbindet die Hauptstrasse 12 in Freiburg mit der Hauptstrasse 221 im bernischen Gürbetal.
Die Strasse entspricht in ihrem Verlauf mehrheitlich einer Etappe des Jakobs-Pilgerwegs auf der Strecke vom Bodensee nach Genf.

## Verlauf
Die Strasse beginnt im Freiburger Stadtquartier Schönberg östlich der Saane bei einem Kreisverkehr in der Hauptstrasse 12 auf 618 m ü. M. Sie steigt gegen Osten durch das Gebiet Heitera und erreicht nach 600 Metern das Gemeindegebiet von Düdingen und bald danach das Gebiet von Tafers. In dieser Ortschaft kreuzt sie die Hauptstrasse 177, die gegen Süden an den Schwarzsee führt.
Von Tafers aus verläuft die Hauptstrasse durch das Tal der Taverna gegen Osten zum Dorf Sankt Antoni, das bis 2020 eine eigene Gemeinde bildete und seit dem 1. Januar 2021 zur Gemeinde Tafers gehört. Drei Kilometer östlich von Sankt Antoni erreicht die Hauptstrasse Heitenried (762 m ü. M.), von wo aus sie auf einer langen Rampe mit mehreren Kurven in das Tobel der Sense hinabsteigt.
Beim Weiler Sodbach überquert die Hauptstrasse zuerst den Sodbach und danach auf einer neuen Betonbrücke (653 m ü. M.) die Sense und dort auch die Kantonsgrenze. Daneben steht die alte Holzbrücke aus dem 19. Jahrhundert, die heute für den Langsamverkehr reserviert ist (siehe die Liste der Brücken über die Sense). Auf der rechten Seite des Flusses steigt die Strasse durch die steilen Felswände der Senseschlucht nach Schwarzenburg (792 m ü. M.) hinauf. Vor dem Bau dieses Strassenabschnitts im 19. Jahrhundert führte der alte Weg von Schwarzenburg durch das Tal bei der Thorenöle an die Sense hinunter und von der Sodbachmündung auf einem kurzen, in den Fels gehauenen Steig nach Heitenried hinauf.
Die Senseschlucht ist eine mehrfach geschützte Naturlandschaft. Sie liegt im Landschaftsschutzgebiet «Schwarzenburgerland mit Sense- und Schwarzwasserschlucht», das im Bundesinventar der Landschaften und Naturdenkmäler von nationaler Bedeutung (BLN) verzeichnet ist. Die wilde Flusslandschaft am Boden der Schlucht ist ein Auengebiet von nationaler Bedeutung, und zudem erstreckt sich durch die langen Tobel von Sense und Schwarzwasser ein wichtiges Amphibienlaichgebiet. Die Landschaft auf der Berner Seite des Sensetobels gehört – mit dem ganzen weiteren Verlauf der Hauptstrasse 183 – zum Regionalen Naturpark Gantrisch.
In Schwarzenburg kreuzt die Strasse die Hauptstrasse 232, die von Bern nach Guggisberg führt. Sie erreicht in östlicher Richtung bei Schönentannen den höchsten Punkt ihres Verlaufs (803 m ü. M.) und passiert dann die Ortschaft Mamishaus. Danach führt sie in der Wislisau über das Schwarzwasser (714 m ü. M.) und steigt durch das Tal des Grüenisbachs nach Riggisberg (763 m ü. M.) hinauf. Von dort erreicht sie durch das Tal des Mülibachs und den Mülibachwald bei Kaufdorf sowie mit einer Abkürzung auch bei Kirchenthurnen die Hauptstrasse 221 im Gürbetal.